# Eduard Friedrich Poeppig
Eduard Friedrich Poeppig est un zoologiste et un naturaliste allemand, né le 16 juillet 1798 à Plauen (Vogtland), Saxe et mort le 4 septembre 1868 à Wahren près de Leipzig.

## Biographie
Docteur en philosophie, il séjourne, de 1822 à 1832, en Amérique. De 1823 à 1824, il s’occupe de plantations à Cuba puis de 1824 à 1826 en Pennsylvanie. De 1826 à 1832, il fait un voyage au Chili où il part de Valparaíso jusqu’aux Andes. Certaines régions qu'il parcourt étaient encore sous contrôle amérindien. Il rencontre les Pehuenches que les Chiliens combattaient. Il va ensuite à Callao et à Lima au Pérou où il explore certaines ruines Incas, mais le pays est en guerre avec la Colombie. Il atteint la dense forêt amazonienne et entreprend la descente sur un radeau de l’Amazone qu’il descend jusqu’à son embouchure, soit un voyage de 5 000 km. Il découvre, à son arrivée dans le port brésilien de Pará que le pays connaît un climat de révolte contre l’empereur Pierre Ier (1798-1834). Il est le troisième européen, après Francisco de Orellana (1490-1546) et Charles Marie de La Condamine (1701-1774), à avoir descendu dans toute sa longueur l’Amazone. Poeppig réalise de très importantes observations géographiques, botaniques et zoologiques et récolte ainsi 4 000 espèces végétales.
Il est professeur de zoologie, d’abord extraordinaire à partir de 1833, puis ordinaire à partir de 1845, à l’université de Leipzig où il dirige aussi le cabinet de curiosités. Ses conférences sont très courues et rencontrent un grand succès Le genre Poeppigia Bert. ex Ferussac (1830) de la famille des Verbenaceae lui a été dédié.

## Œuvres
- Fragmentum synopseos plantarum phanerogamarum, 1833 ;
- Reise in Chile, Peru und auf dem Amazonenstrom… 1827-1832, 1834-1836 ;
- Avec Stephan Ladislaus Endlicher (1804-1849), Nova genera ac species plantarum quas in regno chilensi, peruviano et in terra amazonica… 1835-1845.